# (938) Chlosinde
(938) Chlosinde – planetoida z grupy pasa głównego asteroid.

## Odkrycie i nazwa
Została odkryta 9 września 1920 roku w Landessternwarte Heidelberg-Königstuhl, w Heidelbergu przez Karla Reinmutha. Nazwa  pochodzi od imienia żeńskiego. Przed jej nadaniem planetoida nosiła oznaczenie tymczasowe (938) 1920 HQ.

## Orbita
(938) Chlosinde okrąża Słońce w ciągu 5 lat i 219 dni w średniej odległości 3,15 au. Należy do planetoid z rodziny Themis.